# Транспорт в Гернси
Гернси — второй по величине из Нормандских островов. Это часть общей зоны путешествий, позволяющей без паспортов путешествовать в Великобританию или Джерси и обратно. Для поездки в материковую Европу и обратно требуется паспорт или национальный документ, удостоверяющий личность гражданина Европейского союза. Неграждане ЕС могут нуждаться в визе.

## Авиатранспорт
Аэропорт Гернси расположен в 4,8 км к юго-западу от Сент-Питера, столицы острова. Авиакомпаниями, выполняющими регулярные рейсы на Гернси и обратно, являются Aurigny Air Services (принадлежит Штатам Гернси) и Blue Islands. Loganair выполняет сезонные рейсы на Гернси из Глазго, Эдинбурга и Ньюкасл-апон-Тайна. Eurowings также выполняет сезонные рейсы на Гернси из Дюссельдорфа.
Аэропорт Олдерни имеет регулярные регулярные рейсы в Саутгемптон и Гернси, выполняемые Ориньи.
В обоих аэропортах есть частные самолеты и проводятся ежегодные воздушные выступления.

## Автомобильные дороги
Движение на Гернси идет слева. Дороги, как правило, узкие, с ограничением скорости 40 км (25 миль) в час в городских районах и 56 км (35 миль) в час в других местах. Автомобильный налог был отменен на Гернси с 1 января 2008 года. В Сент-Питере есть семь стоянок такси. Номерные знаки транспортных средств на Гернси имеют только от одной до пяти цифр; международная идентификационная наклейка/табличка — «GBG». У тех, кто живет в Олдерни, есть «GBA». На номерном знаке есть буква AY, находящаяся в начале номера.
Большая часть дорожной разметки такая же, как и в Великобритании, однако существуют некоторые исключения.

### Автобусы
Автобусное сообщение осуществляется компанией CT Plus Guernsey от имени Департамента окружающей среды Штатов Гернси под брендом buses.gg. Используемые транспортные средства основаны на автобусах, используемых в Великобритании, но с несколько более узкой конструкцией, чтобы позволить им передвигаться по узким дорогам острова, которые имеют допустимый предел 2,31 метра. С мая 2017 года на дорогах появится несколько более узких (и коротких) автобусов StreetVibe.
Все автобусные тарифы имеют фиксированную цену в размере 1 фунта стерлингов за поездку, независимо от пройденного расстояния. Гостям предоставляются пропуска на неограниченное количество поездок на день и более, а также семейные проездные билеты. В 2016 году было совершено 1,65 млн поездок.
Частные арендованные автобусы и автобусные туры также доступны на острове.

### Велосипеды
Несмотря на то, что в настоящее время на главных дорогах мало велосипедных дорожек, создание Ruettes Tranquilles обеспечивает более безопасные и приятные велосипедные дороги. В Штатах Гернси содержатся подробные сведения о законах в области велоспорта и рекомендации по обеспечению безопасности, а также сведения о предприятиях по прокату велосипедов. Сарк — популярный велосипедный остров.

### Такси
Гернси имеет регулируемую и лицензированную службу такси, базирующуюся в Центральном порту Сент-Питер, Сент-Сэмпсоне и в аэропорту Гернси. Такси также можно вызвать или позвонить по телефону.
Доступны доступные такси, способные перевозить пассажира в инвалидной коляске и с улучшенным освещением, чтобы помочь людям, которые могут иметь нарушение зрения.
На сайте Visit Guernsey есть список операторов такси.

## Морской транспорт
Паромы «Кондор» курсируют в Пул и Портсмут в Англии, Сен-Мало во Франции и Джерси. Компания Condor Ferries стала основным оператором перевозок в Великобританию после закрытия паромов British Channel Island Ferries в 1994 году. Ранее Sealink (и его предшественники-железнодорожные паромы) были основным оператором на протяжении многих десятилетий.
Французская компания Manche Îles Express осуществляет летнее пассажирское паромное сообщение между Гернси и тремя небольшими портами в Нормандии: Барневиль-Картерет, Дьелет и Гранвиль.